# Llista de topònims de Planès
Llista de topònims (noms propis de lloc) de Planès (Conflent).
Informació actualitzada per un bot. Els canvis manuals es perdran quan s'actualitzi!

## muntanya
| imatge | Nom                  | Ubicat a                           | instància de | Detalls | coordenades                                                                        | Protecció | Commons (més fotos) | Dades a WD                    |
| ------ | -------------------- | ---------------------------------- | ------------ | ------- | ---------------------------------------------------------------------------------- | --------- | ------------------- | ----------------------------- |
|        | Cambra d'Ase         | Eina Planès Sant Pere dels Forcats | muntanya     |         | 42° 27′ 03″ N, 2° 07′ 53″ E / 42.450876°N,2.13126125°E 2750 msnm                   |           | Cambre d'Aze        | Modifica les dades a Wikidata |
|        | Cim de la Baga       | Fontpedrosa Planès                 | muntanya     |         | 42° 28′ 20″ N, 2° 09′ 26″ E / 42.472136°N,2.157214°E 2264.3 msnm                   |           |                     | Modifica les dades a Wikidata |
|        | Mata Clara           | Planès Sant Pere dels Forcats      | muntanya     |         | 42° 29′ 51″ N, 2° 07′ 59″ E / 42.497613888888885°N,2.133080555555555°E 1520.9 msnm |           |                     | Modifica les dades a Wikidata |
|        | Pic de l'Orri        | Fontpedrosa Planès                 | muntanya     |         | 42° 27′ 37″ N, 2° 09′ 36″ E / 42.460336111111°N,2.1601361111111°E 2558 msnm        |           |                     | Modifica les dades a Wikidata |
|        | Pic del Joquiner     | Fontpedrosa Planès                 | muntanya     |         | 42° 29′ 32″ N, 2° 09′ 24″ E / 42.492339°N,2.156767°E 1711.6 msnm                   |           |                     | Modifica les dades a Wikidata |
|        | Roc del Boc          | Fontpedrosa Planès                 | muntanya     |         | 42° 26′ 47″ N, 2° 09′ 19″ E / 42.4463355484°N,2.15515749301°E 2774 msnm            |           | Roc del Boc         | Modifica les dades a Wikidata |
|        | Roca Corba           | Fontpedrosa Planès                 | muntanya     |         | 42° 29′ 11″ N, 2° 09′ 38″ E / 42.486417°N,2.160658°E 1829.9 msnm                   |           |                     | Modifica les dades a Wikidata |
|        | Serrat de l'Escaldat | Fontpedrosa Planès                 | muntanya     |         | 42° 28′ 10″ N, 2° 09′ 33″ E / 42.469389°N,2.159263°E                               |           |                     | Modifica les dades a Wikidata |
|        | Torre d'Eina         | Eina Fontpedrosa Planès            | muntanya     |         | 42° 26′ 04″ N, 2° 08′ 50″ E / 42.4344424965°N,2.14714732054°E 2830 msnm            |           | Torre d'Eina        | Modifica les dades a Wikidata |

## port de muntanya
| imatge | Nom                       | Ubicat a           | instància de     | Detalls | coordenades                                                                   | Protecció | Commons (més fotos) | Dades a WD                    |
| ------ | ------------------------- | ------------------ | ---------------- | ------- | ----------------------------------------------------------------------------- | --------- | ------------------- | ----------------------------- |
|        | Coll d'en Guilla          | Fontpedrosa Planès | port de muntanya |         | 42° 30′ 00″ N, 2° 09′ 07″ E / 42.500011111111°N,2.1519833333333°E 1470.4 msnm |           |                     | Modifica les dades a Wikidata |
|        | Coll d'en Guilla de Baix  | Fontpedrosa Planès | port de muntanya |         | 42° 30′ 00″ N, 2° 09′ 08″ E / 42.500011111111°N,2.1520944444444°E 1670.7 msnm |           |                     | Modifica les dades a Wikidata |
|        | Collada del Clot de Rodes | Planès             | port de muntanya |         | 42° 27′ 57″ N, 2° 08′ 29″ E / 42.465747°N,2.141358°E 2258.4 msnm              |           |                     | Modifica les dades a Wikidata |

## riu
| imatge | Nom              | Ubicat a           | instància de | Detalls                                                   | coordenades                                                       | Protecció | Commons (més fotos) | Dades a WD                    |
| ------ | ---------------- | ------------------ | ------------ | --------------------------------------------------------- | ----------------------------------------------------------------- | --------- | ------------------- | ----------------------------- |
|        | Ribera de Planès | Planès             | riu          | Desemboca: Tet Llarg: 6.3km                               | 42° 29′ 00″ N, 2° 08′ 32″ E / 42.48336494°N,2.14209795°E          |           |                     | Modifica les dades a Wikidata |
|        | Tet              | Pirineus Orientals | riu          | Desemboca: mar Mediterrània Llarg: 115.8km Conca: 1369km² | 42° 42′ 48″ N, 3° 02′ 23″ E / 42.713333333333°N,3.0397222222222°E |           | Têt                 | Modifica les dades a Wikidata |

## Misc
| imatge | Nom                       | Ubicat a                                                                                         | instància de                            | Detalls                                              | coordenades                                                                         | Protecció                   | Commons (més fotos)                       | Dades a WD                    |
| ------ | ------------------------- | ------------------------------------------------------------------------------------------------ | --------------------------------------- | ---------------------------------------------------- | ----------------------------------------------------------------------------------- | --------------------------- | ----------------------------------------- | ----------------------------- |
|        | Bosc Comunal de Planès    | Planès                                                                                           | bosc comunal                            | Superfície: 11.13km²                                 | 42° 27′ 53″ N, 2° 08′ 42″ E / 42.464722222222°N,2.145°E                             |                             |                                           | Modifica les dades a Wikidata |
|        | Coll d'en Guilla de Dalt  | Fontpedrosa Planès                                                                               | collada                                 |                                                      | 42° 29′ 41″ N, 2° 09′ 17″ E / 42.494802777778°N,2.1548527777778°E 1603.6 msnm       |                             |                                           | Modifica les dades a Wikidata |
|        | Estació de Planès         | Planès                                                                                           | estació de ferrocarril                  |                                                      | 42° 30′ 03″ N, 2° 08′ 13″ E / 42.500925°N,2.136861°E 1373 msnm                      |                             | Gare de Planès                            | Modifica les dades a Wikidata |
|        | Puig de Fontseca          | Planès Sant Pere dels Forcats                                                                    | cim muntanya                            |                                                      | 42° 28′ 15″ N, 2° 08′ 14″ E / 42.47083071°N,2.13716269°E 2323 msnm                  |                             |                                           | Modifica les dades a Wikidata |
|        | Puigmal-Carançà           | Er Eina Fontpedrosa Llo Nyer Oceja Planès Sant Pere dels Forcats Toès i Entrevalls Vallcebollera | Zona d'especial protecció per a les aus | 2006-03-07 Superfície: 10260ha Anomenat per: Carançà |                                                                                     |                             |                                           | Modifica les dades a Wikidata |
|        | Santa Maria de Planès     | Planès                                                                                           | església Ús: església                   | Estil: arquitectura romànica 11st century            | 42° 29′ 30″ N, 2° 08′ 28″ E / 42.4917°N,2.14117°E 1529.8 msnm                       | monument històric catalogat | Chapelle Notre-Dame-de-la-Merci de Planès | Modifica les dades a Wikidata |
|        | casa de la vila de Planès | Planès                                                                                           | instal·lació Ús: seu del govern local   |                                                      | 42° 29′ 32″ N, 2° 08′ 22″ E / 42.4923325107741°N,2.13940867794512°E fr:66210 PLANES |                             | Town hall of Planès                       | Modifica les dades a Wikidata |
|        | el Malesa                 | Planès                                                                                           | indret                                  |                                                      | 42° 27′ 14″ N, 2° 09′ 17″ E / 42.4538°N,2.15469°E 1976 msnm                         |                             |                                           | Modifica les dades a Wikidata |
|        | estany de Planès          | Planès                                                                                           | llac                                    |                                                      | 42° 27′ 13″ N, 2° 08′ 53″ E / 42.45365537°N,2.1481812°E 2197.6 msnm                 |                             |                                           | Modifica les dades a Wikidata |
|        | serrat dels Llosers       | Planès Fontpedrosa                                                                               | serra                                   |                                                      | 42° 26′ 19″ N, 2° 09′ 11″ E / 42.43872°N,2.15315°E                                  |                             |                                           | Modifica les dades a Wikidata |